# 野性花园：食虫植物栽培
《野性花园：食虫植物栽培》（The Savage Garden: Cultivating Carnivorous Plants）是由彼得·达马托创作的食虫植物栽培指南。其出版于1998年，再版于2004年。2013年将出版一个修订版。
1999年，该书荣获美国园艺协会年度图书奖和美国花园作家协会的毛笔·铲子奖。其被称为“食虫植物种植者的圣经”，截至2002年已销售了25000本。

## 同行评议
巴里·赖斯在1998年9月的《食虫植物通讯》中提及了这本书：
|  | 已经有几本关于食虫植物种植的书籍。诚然，斯莱克的作品很难找到，但切尔斯写了一本非常好的作品。我们还需要另一本吗？现在我告诉你要跑而不是走，到最近书店里买彼得·达马托的新书——《野性花园》。 |

巴里·赖斯对这本书的栽培信息高度称赞，但他也发现了书中的一些错误：
|  | 《野性花园》的确有些瑕疵。部分是些拼写错误（如：“N. bicalcurata”、“U. reinformis”、“U. humboltii”、“thripes”等）。最主要的是，彼得·达马托混淆使用了未发表的栽培种名称。希望这些错误能在未来的修订版中更正。 |

巴里·赖斯总结说：“《野性花园》是一部详实，准确，有趣且只要19.95美元的便宜货。”
美国园艺协会的评论员为《野性花园》写道：“彼得·达马托的作品是权威，激情和幽默的最佳结合。”《洛杉矶时报》将其称为“详尽无遗的作品”《里契蒙每日快报》的杰里·威廉也积极评价了这本书。